# Ванесса Рей
Ванесса Рей (англ. Vanessa Ray, нар. 24 червня 1981, Лівермор, Каліфорнія, США) — американська актриса. Вона відома своїми ролями Сісі Дрейк у телесеріалі «Милі ошуканки», Дженні Гріффітс у юридичній драмі «Форс-мажори», Тері Чікконе у мильній опері «Як обертається світ», Едіт Джанко-Рейган поліцейській драмі «Блакитна кров» та Меггі Шелдон у телесеріалі «Білий комірець».

## Кар'єра
Рей отримала картку Акторської асоціації, коли виконувала роль Расті та співала «Let's Hear It for the Boy» у мюзиклі «Footloose». Вона зіграла роль Немо у фільмі Роберта та Крістін Лопес «У пошуках Немо» у Disney World в Орландо. Рей зіграла персонажа Олів Островскі в національному турі The 25th Annual Putnam County Spelling Bee. Вона приєдналася до бродвейського акторського складу «Волосся» в його останньому році в ролі Кріссі та заспівала пісню «Frank Mills». Вона дебютувала на екрані як Кріс у молодіжному короткометражному фільмі «Хроніки Спаркі: Карта» (2003).
Між 2012 і 2017 роками Рей з'являвся в образі СеСі Дрейк, «надто харизматичної двадцятирічної блондинки-стиліста в бутику, яка має один каблук у теперішньому, інший у минулому» у телесеріалі «Милі ошуканки». Було оголошено, що Рей повернеться до телесеріаліу, і вона розповіла про повернення, сказавши: «Це так весело робити, і якого божевільного персонажа я граю. Вона свого роду соціопат. Я думаю, що вона така дивна, тому що вона, як, 22, але тусується зі старшокласниками. Це схоже на: „Гей, дівчино! Отримай життя!“».
У 2013 році Рей приєдналася до акторського складу 4 сезону поліцейської драми CBS «Блакитна кров» у ролі офіцера Едіт Джанко, яку вона виконувала протягом усього серіалу.

## Особисте життя
Зараз Рей живе і працює між Лос-Анджелесом і Нью-Йорком. Вона вийшла заміж за актора Дерека Джеймса Бейнхема 8 січня 2003 року. У 2007 році перший сезон серіалу HGTV «Шлюб у стадії будівництва» охоплював їхню купівлю, ремонт і зрештою продаж будинку в Торонто. Пара розлучилася в 2009 році.
У березні 2015 року Рей оголосила в Instagram і Twitter, що вона заручена зі своїм бойфрендом, Лендоном Бірдом, з якою вона була шість років. 14 червня 2015 року вони одружилися на ранчо Condor's Nest у східному окрузі Сан-Дієго, Каліфорнія.
У грудні 2020 року під час інтерв'ю в подкасті The Pink Lemonade Рей розповіла, що у неї біполярний розлад. Перший діагноз їй поставили, коли вона три місяці перебувала в психіатричній лікарні.

## Фільмографія
| Рік       |    | Українська назва       | Оригінальна назва              | Роль               |
| --------- | -- | ---------------------- | ------------------------------ | ------------------ |
| 2003      | ф  | Хроніки Спаркі: Карта  | The Sparky Chronicles: The Map | Кріс               |
| 2004      | кф | Чи він...              | Is He...                       | Стефф              |
| 2006—2010 | с  | Як обертається світ    | As the World Turns             | Террі Чікконе      |
| 2008—2009 | с  | Батарея розряджена     | The Battery's Down             | Ванесса            |
| 2009      | с  | Смертельно нудьгуючий  | Bored to Death                 | Клавдія            |
| 2010      | ф  | Славний хлопець Джонні | Nice Guy Johnny                | Найкращий друг     |
| 2010      | с  | Сутичка                | Damages                        | Тесса Маршеті      |
| 2011      | кф | Довірся мені           | Trust Me                       | Дівчина            |
| 2011      | с  | Білий комірець         | White Collar                   | Меггі Шелдон       |
| 2011      | с  | Медсестра Джекі        | Nurse Jackie                   | Місс Донован       |
| 2011—2012 | с  | Форс-мажори            | Suits                          | Дженні Гріффітс    |
| 2012      | ф  | Не махати, а тонути    | Not Waving but Drowning        | Адель              |
| 2012      | ф  | Френсіс Ха             | Frances Ha                     | Дівчина            |
| 2012      | ф  | Останній день серпня   | The Last Day of August         | Фібі               |
| 2012      | с  | Дівчата                | Girls                          | Хізер Тревіс       |
| 2012      | с  | Досить брудні секрети  | Pretty Dirty Secrets           | Сісі Дрейк         |
| 2012—2017 | с  | Милі ошуканки          | Pretty Little Liars            | Сісі Дрейк         |
| 2013      | ф  | Спільні друзі          | Mutual Friends                 | Люсі               |
| 2013      | с  | Менталіст              | The Mentalist                  | Кейсі Робінс       |
| 2013—2023 | с  | Блакитна кров          | Blue Bloods                    | Едіт Джанко-Рейган |
| 2014      | ф  | Пришестя Диявола       | Devil's Due                    | Сьюзі              |
| 2014      | ф  | Ти жартуєш?            | Are You Joking?                | Хейлі Ласкі        |
| 2015      | ф  | Все вчасно             | All in Time                    | Рейчел             |
| 2015      | ф  | Рампербатти            | The Rumperbutts                | Ешлі               |
| 2016      | тф | Серіалізовано          | Serialized                     | Ханна Раян         |